# نوركاب
نوركاب (بالنرويجية: Nordkapp، وبالإنجليزية: North Cape) هي بلدية في مقاطعة فينمارك، النرويج. المركز الإداري للبلدية هي بلدة هونينغسفوغ، وتقع فيها رأس الشَّمال.

## المناخ
يظهر الجدول التالي التغييرات المناخية على مدار السنة لنوركاب:
| البيانات المناخية لـنوركاب                 | البيانات المناخية لـنوركاب | البيانات المناخية لـنوركاب | البيانات المناخية لـنوركاب | البيانات المناخية لـنوركاب | البيانات المناخية لـنوركاب | البيانات المناخية لـنوركاب | البيانات المناخية لـنوركاب | البيانات المناخية لـنوركاب | البيانات المناخية لـنوركاب | البيانات المناخية لـنوركاب | البيانات المناخية لـنوركاب | البيانات المناخية لـنوركاب | البيانات المناخية لـنوركاب |
| الشهر                                      | يناير                      | فبراير                     | مارس                       | أبريل                      | مايو                       | يونيو                      | يوليو                      | أغسطس                      | سبتمبر                     | أكتوبر                     | نوفمبر                     | ديسمبر                     | المعدل السنوي              |
| ------------------------------------------ | -------------------------- | -------------------------- | -------------------------- | -------------------------- | -------------------------- | -------------------------- | -------------------------- | -------------------------- | -------------------------- | -------------------------- | -------------------------- | -------------------------- | -------------------------- |
| متوسط درجة الحرارة الكبرى °م (°ف)          | −1.5 (29.3)                | −1.6 (29.1)                | −0.7 (30.7)                | 1.4 (34.5)                 | 5.2 (41.4)                 | 9.3 (48.7)                 | 12.6 (54.7)                | 11.8 (53.2)                | 8.6 (47.5)                 | 4.5 (40.1)                 | 1.5 (34.7)                 | −0.5 (31.1)                | 4.2 (39.6)                 |
| المتوسط اليومي °م (°ف)                     | −3.6 (25.5)                | −3.6 (25.5)                | −2.4 (27.7)                | −0.2 (31.6)                | 3.4 (38.1)                 | 6.9 (44.4)                 | 10.1 (50.2)                | 9.7 (49.5)                 | 6.9 (44.4)                 | 3.0 (37.4)                 | −0.2 (31.6)                | −2.4 (27.7)                | 2.3 (36.1)                 |
| متوسط درجة الحرارة الصغرى °م (°ف)          | −5.7 (21.7)                | −5.7 (21.7)                | −4.2 (24.4)                | −1.8 (28.8)                | 1.6 (34.9)                 | 5.0 (41.0)                 | 8.0 (46.4)                 | 8.0 (46.4)                 | 5.4 (41.7)                 | 1.5 (34.7)                 | −2.0 (28.4)                | −4.3 (24.3)                | 0.5 (32.9)                 |
| الهطول مم (إنش)                            | 94 (3.7)                   | 75 (3.0)                   | 67 (2.6)                   | 59 (2.3)                   | 42 (1.7)                   | 40 (1.6)                   | 44 (1.7)                   | 50 (2.0)                   | 59 (2.3)                   | 83 (3.3)                   | 82 (3.2)                   | 101 (4.0)                  | 796 (31.3)                 |
| متوسط أيام هطول الأمطار (≥ 1 mm)           | 18.1                       | 15.3                       | 14.6                       | 13.6                       | 10.6                       | 9.6                        | 9.3                        | 10.5                       | 13.9                       | 17.5                       | 16.5                       | 18.7                       | 168.2                      |
| المصدر: Norwegian Meteorological Institute |                            |                            |                            |                            |                            |                            |                            |                            |                            |                            |                            |                            |                            |

## توأمة
لنوركاب اتفاقيات توأمة مع:
- هولولا